# Roussillon, Isère
Roussillon je naselje in občina v vzhodnem francoskem departmaju Isère regije Rona-Alpe. Leta 2009 je naselje imelo 7.961 prebivalcev.

## Geografija
Kraj leži v pokrajini Daufineji 20 km južno od Vienne.

## Uprava
Roussillon je sedež istoimenskega kantona, v katerega so poleg njegove vključene še občine Agnin, Anjou, Assieu, Auberives-sur-Varèze, Bougé-Chambalud, Chanas, La Chapelle-de-Surieu, Cheyssieu, Clonas-sur-Varèze, Le Péage-de-Roussillon, Sablons, Saint-Alban-du-Rhône, Saint-Clair-du-Rhône, Saint-Maurice-l'Exil, Saint-Prim, Saint-Romain-de-Surieu, Salaise-sur-Sanne, Sonnay, Vernioz in Ville-sous-Anjou s 46.545 prebivalci.
Kanton Roussillon je sestavni del okrožja Vienne.

## Zanimivosti
- renesančni grad château de Roussillon iz 16. stoletja (1548-1562),
  - na gradu je bil leta 1564 s strani francoskega kralja Karla IX. izdan edikt, s katerim se je zaznamoval 1. januar kot prvi dan v letu v celotnem francoskem kraljestvu, do tedaj se je ta dan praznoval različno po pokrajinah (tako se je leto v Lyonski nadškofiji začelo na božič, v Viennski nadškofiji le nekaj kilometrov stran pa se je začelo na veliko noč; v veljavo je stopil tri leta kasneje.
- cerkev sv. Jakoba st.,
- festival rdeče zastave v spomin na dan smrti Karla Marxa, 14. marca.